# NGC 6822

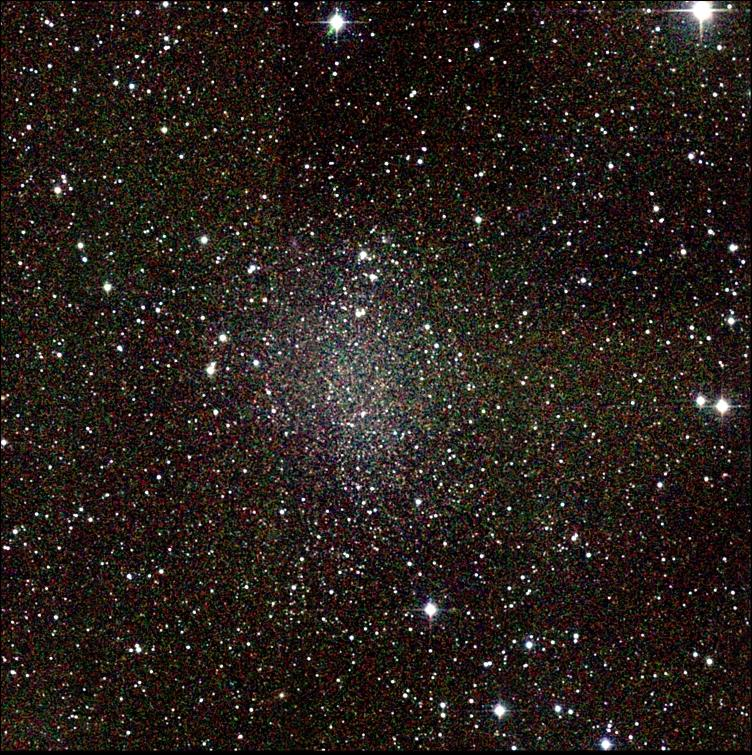
NGC 6822

NGC 6822, Caldwell 57 sau Galaxia lui Barnard este o galaxie neregulată barată din constelația Săgetătorul și se află la o distanță de aproximativ 1,6 milioane de ani-lumină de Pământ. Denumirea sa provine de la numele descoperitorului său, E. E. Barnard, care a observat-o în 1884.